# سیارک ۱۵۲۲۲۶
سیارک ۱۵۲۲۲۶ (به انگلیسی: 152226 Saracole، نامگذاری:2005SD3)۱۵۲۲۲۶مین سیارک کشف شده‌است که در ۲۳ سپتامبر ۲۰۰۵ کشف شد.